# Trichoferus preissi
Trichoferus preissi är en skalbaggsart som först beskrevs av Lucas Friedrich Julius Dominikus von Heyden 1894.  Trichoferus preissi ingår i släktet Trichoferus och familjen långhorningar.
Artens utbredningsområde är Iran. Inga underarter finns listade i Catalogue of Life.